# کنسرسیوم اروپایی کتابخانه‌های تحقیقاتی
کنسرسیوم اروپایی کتابخانه‌های تحقیقاتی یا به اختصار CERL یک کنسرسیوم از کتابخانه‌های تحقیقاتی است که بیشتر در اروپا فعالیت می‌کند و برای تاریخ‌دانان دسترسی به منابع آنلاین را تسهیل می‌کند شامل HPB (پایگاه داده میراث نسخ چاپی) و گنج‌واژ CERL. این سازمان علاوه بر برگزاری کارسوق‌ها و سمینارها از سال ۱۹۹۸ اقدام به انتشار یک مجله به نام CERL Papers نموده‌است.

## سازمان
کنسرسیوم کتابخانه های تحقیقاتی اروپا توسط هیئت مدیره و یک تیم مدیریت اداره می شود.